# Atizador
El atizador es una herramienta que sirve para remover el fuego sin quemarse ni ensuciarse.
Es una pieza larga, generalmente de hierro, que suele tener un gancho en un extremo. Existen macizos para sólo mover la brasa y huecos que permiten soplar.

## Historia
En teoría, los atizadores fueron inventados inmediatamente después del descubrimiento del fuego en el Paleolítico inferior. Probablemente estaban hechos originalmente del mismo material que el combustible para el fuego, es decir, madera, mediante una rama gruesa y larga y luego forjados de hierro desde la Edad del Hierro, como sugieren estudios de arqueología experimental.

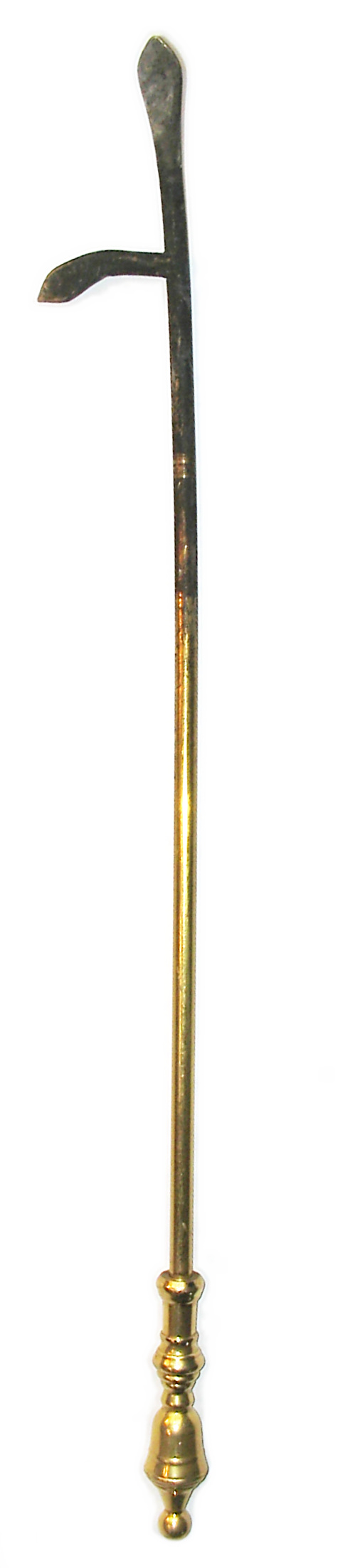
Atizador de latón con punta y gancho
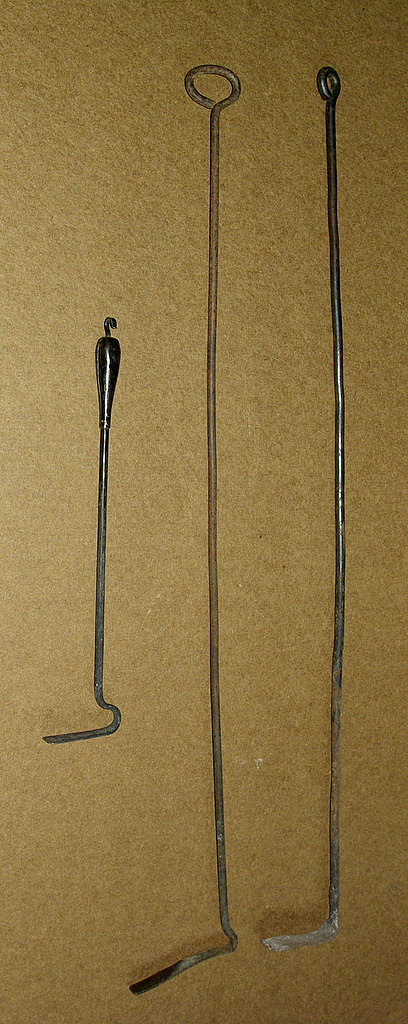
Atizadores